# Succingulodes elodioides
Succingulodes elodioides là một loài ruồi trong họ Tachinidae.